# Giampiero Iatteri
Giampiero Iatteri, född 1941, död 2004 var en italiensk amatörastronom.
Minor Planet Center listar honom som G. Iatteri och som upptäckare av 1 asteroid.
Den 22 juli 1995 upptäckte han asteroiden 13151 Polino.
Asteroiden 29561 Iatteri är uppkallad efter honom.